# Aleksandar Mitrović
Aleksandar Mitrović (en serbi: Александар Митровић); Smederevo, 16 de setembre de 1994) és un futbolista professional serbi, que actualment juga de davanter al Fulham Football Club la Premier League i a la selecció del seu país. Amb 18 anys, Mitrović va ser nomenat un dels deu millors jugadors europeus de menys de 19 anys.